# Узгајано месо
Узгајано месо. такође познато и као вештачко месо или култивисано месо, је лабораторијски узгојено месо у ћелијској култури које никада није било део живе, комплетне животиње. Од 2020. године, комерцијална производња узгојеног меса за јавну потрошњу још није заживела, међутим, неколико савремених истраживачких пројеката експериментално покушава да узгаја малу количину меса из епрувете. У првој фази ће се производити млевено месо, док је дугорочни циљ узгој пуноправног култивисаног мишићног ткива. Потенцијално, мишићно ткиво било које животиње може се узгајати ин витро.
Месо из епрувете не треба мешати са имитацијом меса, које је вегетаријански производ направљен од протеина биљног порекла, најчешће соје или пшенице.

## Технологија
Месо су мишићи животиња. Процес производње меса ин витро укључује добијање матичних ћелија из животињских мишића и примену протеина који омогућава ћелијама да прерасту у велике комаде меса. Добијање почетних ћелија од животиња потребно је само једном, у будућности више нису потребне – слично производњи јогуртних култура.
Генерално, постоје два приступа ин витро производњи меса: 
- формирањем колекције неповезаних мишићних ћелија, или
- формирањем структурираних мишића.

Други приступ је много сложенији од првог. Мишићи се састоје од мишићних влакана, која су дугачке ћелије са више језгара. Они се не размножавају сами, већ настају када се прогениторске ћелије споје. Прогениторске ћелије могу бити ембрионалне матичне ћелије или сателитске ћелије, специјализоване матичне ћелије у мишићном ткиву. Теоретски, прилично је једноставно ставити њихову културу у биореактор и затим је стално мешати. Међутим, да би прави мишићи расли, ћелије морају расти ин ситу, што захтева да систем буде перфузиран, слично снабдевању крвљу, да би се хранљиви састојци и кисеоник приближили ћелијама које расту, као и да би се уклонио отпад. Поред тога, друге врсте ћелија треба да се узгајају у исто време, као што су адипоцити, који су хемијски гласници који растућим мишићима пружају информације о њиховој структури. Коначно, мишићно ткиво треба да се физички истегне или „вежба“ да би се правилно развило.
Године 2001. дерматолог Вит Вестерхоф са Универзитета у Амстердаму, лекар Вилем ван Ајлен и бизнисмен Вилем ван Кутен објавили су да су поднели светски патент за процес производње меса ин витро. Према њиховој технологији, биолошка матрица колагена је засејана мишићним ћелијама, које су потом преплављене хранљивим раствором, што их приморава да се размножавају. Ван Ајлен је рекао да је на идеју о ин витро производњи меса дошао давно када је био у јапанском логору за ратне заробљенике. Научници из Амстердама проучавају културу биолошких медија, на Универзитету у Утрехту се проучава репродукција мишићних ћелија, а на Универзитету у Ајндховену се развијају биореактори. Американац Џон Вејн је такође добио патент (У.С. Патент 6,835,390) за производњу узгојеног мишићног меса за људску исхрану, у коме се мишићне и масне ћелије узгајају на интегрисан начин, што омогућава стварање намирница као што су говедина, пилетина и рибе.
Уобичајено је погрешно схватање да месо из епрувете нужно укључује употребу метода генетског инжењеринга. У ствари, природне ћелије укључене у процесе узгоја меса расту на исти начин као и генетски модификоване.

## Историја
Савремена истраживања производње меса ин витро настала су из експеримената НАСА-е која је покушавала да пронађе боље начине дуготрајне исхране астронаута у свемиру. Метода је одобрена од стране америчке Управе за храну и лекове (ФДА) 1995. године, а од 2001. НАСА спроводи експерименте ин витро производње меса из ћелија ћуретине. Прве јестиве форме направио је конзорцијум за примењена биолошка истраживања НСР/Туро 2000. године: узгојене из ћелија златне рибице, конзистенције су биле сличне рибљем филеу.
Први рецензирани часопис који је објавио чланак на тему узгоја меса у лабораторији појавио се 2005. године под темом Стварање биолошких ткива. Наравно, основни концепт сеже у раније време. Тако је Винстон Черчил 1930. рекао: „За педесет година нећемо апсурдно узгајати цело пиле да једе само прса или крила, већ ћемо те делове узгајати одвојено у погодном окружењу“.
ПЕТА је 2008. године објавила награду од милион долара компанији која ће бити прва која ће потрошачима до 2012. донети пилетину узгојену у лабораторији. Холандска влада је донирала 4 милиона долара за експерименте са узгојем меса у епруветама. Ин витро конзорцијум за месо, нова међународна група истраживача заинтересованих за ову технологију, одржала је прву међународну конференцију о ин витро производњи меса у априлу 2008. са Норвешким институтом за истраживање хране како би разговарали о комерцијалним могућностима. Часопис Тајм је објавио да је производња меса ин витро била једна од 50 револуционарних идеја 2009. године. У новембру 2009. научници из Холандије су објавили да су могли да узгајају месо у лабораторији користећи живе свињске ћелије.
У Лондону је 5. августа 2013. представљен први хамбургер са 140 грама култивисаног меса, који је креирала група професора Марка Поста са Универзитета у Мастрихту. Кувар Ричард Мекгоуен је скувао хамбургер пред ТВ камерама. Стручњаци, нутрициониста Хани Руцер и аутор студија о будућности хране Џош Шонвалд сматрали су да је месо превише суво и са мало масти. Суоснивач Гугла Сергеј Брин донирао је 250.000 евра (331.200 долара) пројекту групе Пост.
2020. године у Сингапуру је званично одобрена продаја лабораторијски произведеног пилећег меса америчке компаније Еат Јуст .

## Разлика од обичног меса

### Здравље
Производња ин витро меса у великим размерама може захтевати повећање додавања вештачких хормона биолошкој култури. У нормалној производњи меса ово није неопходно. До сада није развијена технологија за производњу ин витро меса у великим размерама без употребе антибиотика за спречавање бактеријских инфекција.
Пошто месо из епрувете још није на тржишту, здравствени ризици још нису у потпуности истражени. Ово питање је једно од главних области рада научника који се баве узгојем меса. Циљ је произвести здравије месо од конвенционалног меса, првенствено смањењем садржаја масти и регулисањем садржаја хранљивих материја. На пример, велики део меса произведеног конвенционалним методама има висок садржај засићених масти. Ово може узроковати да особа има висок ниво холестерола и друге здравствене проблеме, као што су болести срца и гојазност.
Истраживачи сугеришу да се омега-3 масне киселине могу додати у култивисано месо како би се повећала његова нутритивна вредност. Слично, за конвенционално месо, садржај омега-3 незасићених масних киселина такође се може повећати променом састава сточне хране. Часопис Тајм је сугерисао да ин витро процес производње меса, такође, може да смањи изложеност меса бактеријама и болестима.
Култивисано месо се понекад омаловажавајуће назива „франкенмеат“, што одражава однос према њему као нечему неприродном и стога није веродостојном.
Ако се култивисано месо разликује од природног по изгледу, укусу, мирису, текстури или другим факторима, неће моћи да се с њим комерцијално такмичи. Одсуство масти и костију такође може бити недостатак, јер ове компоненте дају значајан кулинарски допринос. Многе намирнице, као што је сурими, користе се за замену других састојака без обзира на сопствена својства. Међутим, недостатак костију може учинити да многа традиционална јела од меса, као што су Бафало Вингс, буду укуснија за малу децу или људе који сматрају да типична Бафало Вингс имају премало меса.

## Екологија
Неки људи верују да производња узгојеног меса може захтевати мање ресурса и емитовати мање гасова стаклене баште и другог отпада од конвенционалних месних производа. Овај услов укључује носиоце патента за месо у епрувети као и новинара Брендана Корнера.
Маргарет Мелон из Уније забринутих научника, научно засноване групе за лобирање за заштиту животне средине и друштво, има другачију перспективу и верује да ће индустријска производња вештачког меса захтевати много више енергије и фосилних горива од конвенционалне производње. нова метода деструктивнија по животну средину.
Постоји студија из 2011. која је открила да узгој меса „ин витро“ на супстрату цијанобактерија, у поређењу са конвенционалним месом, захтева отприлике 7-45% мање енергије, 99% мање земље, 82-96% мање воде и ствара 78-96% мање енергије. % мање емисије гасова стаклене баште. 
Разматран је хипотетички процес, пошто у време истраживања нису постојале технологије за индустријску производњу меса из епрувете.

## Истраживања

### Проблеми
Наука о узгојеном месу израсла је из области биотехнологије познате као инжењерство ткива. Технологија се развија заједно са другим областима које се користе у ткивном инжењерингу, као што су мишићна дистрофија и, још ближе, узгој органа за трансплантацију. Сада постоји неколико препрека које треба превазићи да бисте добили прилику да пређете на следеће кораке. Тренутно су најважнији од њих обим производње и цена.
Репродукција мишићних ћелија: иако сада нема проблема са деобом матичних ћелија, али је за производњу меса неопходно да се оне брзо деле, производећи цело месо. Овај захтев се донекле преклапа са медицинском граном ткивног инжењеринга.
Култура биолошке средине: ћелије које се размножавају су неопходне као извор хране за раст и развој. Подлога треба да буде избалансирана мешавина састојака и фактора раста. Научници су већ идентификовали могуће хранљиве подлоге за ћелије ћуретина, риба, оваца[ и свиња. У зависности од мотива истраживача, раст средине може имати додатне захтеве.
Комерцијална привлачност: биолошки медијум за раст би требало да буде јефтин за производњу. Биљни медијум би требало да буде јефтинији од феталног телећег серума.
Екологија: производња биолошке средине не би требало да има негативан утицај на животну средину. То значи да производња мора бити енергетски ефикасна. Поред тога, компоненте морају бити креиране коришћењем потпуно обновљивих извора енергије. Минерали из рудника су у овом случају непожељни, као и синтетичке хранљиве материје створене коришћењем необновљивих извора енергије.
Добробит животиња: Биолошко окружење мора бити произведено без учешћа животиња (са изузетком добијања почетних матичних ћелија).
Без алергија: Како биљке из биомедија постају „реалније“ и јефтиније, а потенцијал за инфективне агенсе се смањује, постоји и могућност да биљни медијуми могу изазвати алергијске реакције код неких потрошача.
Биореактори: Хранљиве материје и кисеоник морају бити испоручени близу ћелије која расте, на милиметарској скали. Код животиња овај посао обављају крвни судови. Биореактор мора да репродукује ову функцију на најефикаснији начин. Традиционални приступ је стварање матрице перфузије налик сунђеру на којој ћелије могу расти.